# European Air Transport Leipzig
European Air Transport Leipzig (kurz EAT Leipzig oder EAT-LEJ) ist eine Frachtfluggesellschaft mit Sitz in Schkeuditz und Basis auf dem Flughafen Leipzig/Halle. Sie ist eine Tochtergesellschaft der Deutschen Post AG.

## Geschichte

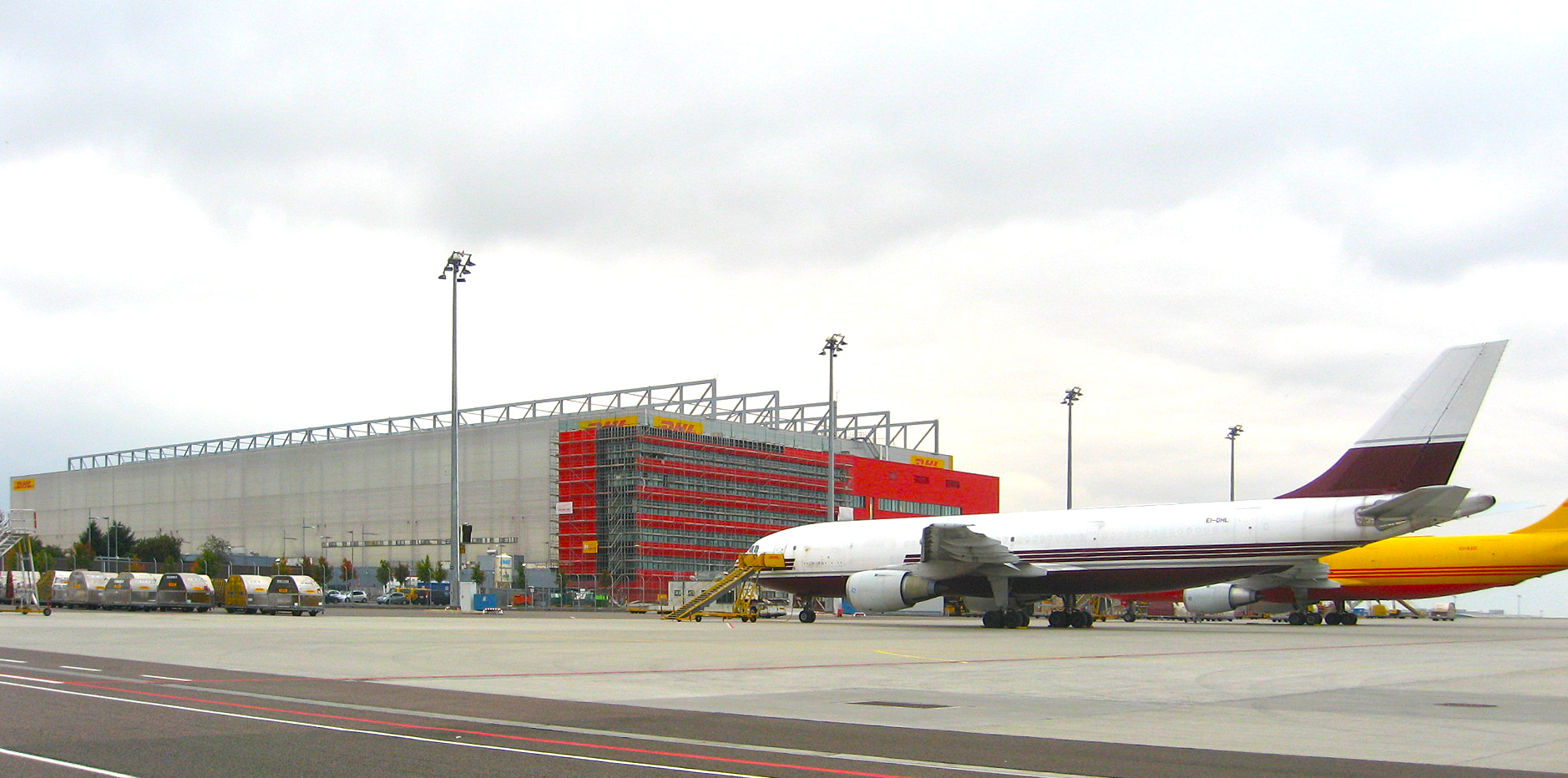
EAT-Flugzeughangar mit Bürogebäude

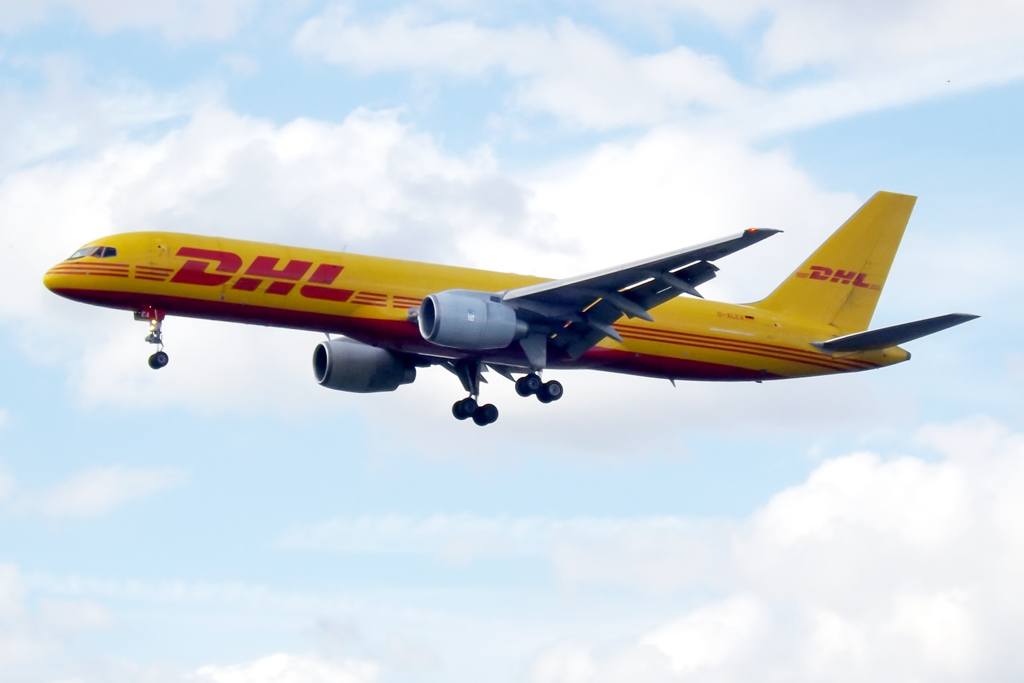
Boeing 757 DHL der European Air Transport Leipzig, London 2014

European Air Transport Leipzig wurde im November 2005 gegründet und übernahm nach der Verlegung des europäischen Luftfrachtdrehkreuzes der DHL von Brüssel nach Leipzig/Halle im Frühjahr 2008 einen Großteil der Aufgaben der ehemaligen DHL Operations B. V. in Brüssel. Sie beschäftigt derzeit mehr als 250 Piloten und 430 Mitarbeiter, die Geschäftsführung hat Christoph Hofmann.
EAT Leipzig übernahm zunächst nur die Instandhaltung der DHL-eigenen Frachtflugzeuge von European Air Transport, DHL Air UK und Aerologic. Nachdem European Air Transport N.V. ihre ehemals von der irischen Fluggesellschaft Air Contractors stammenden Flugzeuge Anfang 2010 an diese zurückübertragen hatte, bildete die Übernahme der restlichen elf flugbereiten Maschinen durch EAT Leipzig den Abschluss der im November 2007 begonnenen vollständigen Verlagerung des europäischen DHL-Hauptluftdrehkreuzes von Brüssel nach Leipzig/Halle. Die European Air Transport N.V. wurde auf Grund des Verschmelzungsvertrages vom 10. Februar 2010 von der EAT Leipzig aufgenommen und mit dieser verschmolzen. Gleichzeitig beschloss die Gesellschafterversammlung die Änderung des Unternehmensgegenstandes in „Betrieb aller mit der Luftfahrt und ihrer Förderung zusammenhängender Geschäfte und Einrichtungen, insbesondere Vermieten, Anmieten, Leasing, Charter, Erwerb, Veräußerung, Betrieb, Verwaltung, Unterhaltung, Finanzierung und Versicherung von Flugzeugen und Flugzeugteilen sowie die Beförderung von Personen, Besatzungen, Gütern und Post auf nationalen und internationalen Routen“. Airline-Codes sowie Rufzeichen wurden von der übertragenden Gesellschaft übernommen.
Die elf belgischen Flugzeuge erhielten im März 2010 deutsche Luftfahrzeugkennzeichen, womit EAT Leipzig nicht mehr nur als Flugzeugwartungsbetrieb, sondern auch als Frachtfluggesellschaft fungiert. Die dazu nötige Betriebsgenehmigung wurde dem Unternehmen vom Luftfahrt-Bundesamt am 31. März 2010 erteilt.
Hauptarbeitsplatz der EAT Leipzig ist der 30 Meter hohe Flugzeug-Hangar auf dem Flughafen Leipzig/Halle mit einer Grundfläche von 232 mal 98 Metern. Mit seiner Gesamtnutzfläche von 27.460 m² bietet er Platz für zwei Maschinen des größten zivilen Verkehrsflugzeugs Airbus A380 oder eine entsprechend größere Anzahl kleinerer Flugzeuge. Außerdem betreibt EAT Leipzig eigens für den Bedarf des DHL-Drehkreuzes eine Tankstation, die über drei Tanks mit je 3.800 m³ Fassungsvermögen verfügt. Die posteigene Tankwagenflotte wird von der Turbo Fuel Services Sachsen GbR betrieben. Zudem unterstützt EAT Leipzig in den Bereichen Flight Operation und Ground Operation andere Fluggesellschaften.
Das Unternehmen ist sowohl ein genehmigter Betrieb zur Instandhaltung von Luftfahrzeugen und deren Komponenten nach Anhang II (Teil-145) der Verordnung (EG) Nr. 2042/2003 der Kommission vom 20. November 2003 (EASA Part 145) als auch ein genehmigtes Luftfahrtunternehmen gemäß der Verordnung (EG) Nr. 1008/2008 des Europäischen Parlaments und des Rates vom 24. September 2008.

## Flugziele
EAT Leipzig bedient Flugziele in Europa, Afrika, den USA und dem Nahen Osten, sowie in Fernost.

## Flotte
Mit Stand April 2025 besteht die Flotte der European Air Transport Leipzig aus 36 Frachtflugzeugen mit einem Durchschnittsalter von 26,8 Jahren:
| Flugzeugtyp        | Anzahl | bestellt | Anmerkungen                                 | Kapazität (in t) | Durchschnittsalter |
| ------------------ | ------ | -------- | ------------------------------------------- | ---------------- | ------------------ |
| Airbus A300-600RF  | 26     |          | vier inaktiv; betrieben für DHL Aviation    | 54               | 30,2 Jahre         |
| Airbus A330-200F   | 04     | 0        | betrieben für DHL Aviation                  | 70               | 10,7 Jahre         |
| Airbus A330-300P2F | 02     | 0        | je eine inaktiv; betrieben für DHL Aviation | 62               | 13,2 Jahre         |
| Boeing 757-200PCF  | 07     | 0        | je eine inaktiv; betrieben für DHL Aviation | 39,7             | 27,3 Jahre         |
| Gesamt             | 39     | -        |                                             |                  | 26,8 Jahre         |